# 東経96度線
東経96度線（とうけい96どせん）は、本初子午線面から東へ96度の角度を成す経線である。北極点から北極海、アジア、インド洋、南極海、南極大陸を通過して南極点までを結ぶ。東経96度線は西経84度線と共に大円を形成する。

## 通過する国・地点
東経96度線は、北極点から南極点まで南に向かって以下の場所を通っている。
| 地理座標                                             | 国土・領土・領海 | 備考                                                                            |
| ---------------------------------------------------- | ---------------- | ------------------------------------------------------------------------------- |
| 北緯90度0分 東経96度0分 / 北緯90.000度 東経96.000度  | 北極海           |                                                                                 |
| 北緯81度10分 東経96度0分 / 北緯81.167度 東経96.000度 | ロシア           | コムソモレツ島及び十月革命島（セヴェルナヤ・ゼムリャ諸島）                      |
| 北緯78度59分 東経96度0分 / 北緯78.983度 東経96.000度 | カラ海           |                                                                                 |
| 北緯77度6分 東経96度0分 / 北緯77.100度 東経96.000度  | ロシア           | ノルデンショルド群島及び本土                                                    |
| 北緯49度59分 東経96度0分 / 北緯49.983度 東経96.000度 | モンゴル         |                                                                                 |
| 北緯43度11分 東経96度0分 / 北緯43.183度 東経96.000度 | 中華人民共和国   | 新疆ウイグル自治区 甘粛省 青海省 チベット自治区                                 |
| 北緯29度22分 東経96度0分 / 北緯29.367度 東経96.000度 | インド           | アルナーチャル・プラデーシュ州 - 中華人民共和国が部分的に領有権を主張している。 |
| 北緯27度8分 東経96度0分 / 北緯27.133度 東経96.000度  | ミャンマー       |                                                                                 |
| 北緯16度14分 東経96度0分 / 北緯16.233度 東経96.000度 | インド洋         | アンダマン海                                                                    |
| 北緯5度21分 東経96度0分 / 北緯5.350度 東経96.000度   | インドネシア     | ジャワ島                                                                        |
| 北緯4度14分 東経96度0分 / 北緯4.233度 東経96.000度   | インド洋         |                                                                                 |
| 北緯2度47分 東経96度0分 / 北緯2.783度 東経96.000度   | インドネシア     | シムルエ島（英語版）                                                            |
| 北緯2度34分 東経96度0分 / 北緯2.567度 東経96.000度   | インド洋         |                                                                                 |
| 南緯60度0分 東経96度0分 / 南緯60.000度 東経96.000度  | 南極海           |                                                                                 |
| 北緯65度1分 東経96度0分 / 北緯65.017度 東経96.000度  | 南極大陸         | オーストラリア南極領土 - オーストラリアが領有権主張                             |